# فهرست میراث جهانی در مکزیک
مکزیک یکی از کشورهایی است که دارای تعداد قابل توجهی از آثار ثبت‌شده در فهرست میراث جهانی یونسکو است. این آثار شامل محوطه‌های باستانی، شهرهای تاریخی، بناهای معماری برجسته و مناطق طبیعی با اهمیت جهانی می‌شوند که نشان‌دهنده غنای فرهنگی و تنوع طبیعی این کشور هستند. ثبت این آثار در فهرست میراث جهانی یونسکو، بر اهمیت حفظ و نگهداری آن‌ها برای نسل‌های آینده تأکید می‌کند و به معرفی آن‌ها در سطح بین‌المللی کمک می‌کند.

## فهرست میراث جهانی
1. اوآخاکا د خوارز
2. اوکسمال
3. بیمارستان کابانیاس
4. پالنکه
5. پوئبلا سیتی
6. پوپوکاتپتل
7. تئوتیئواکان
8. تکیلا، خالیسکو
9. تلاکوتالپا
10. جزایر رویلیاخیخدو
11. چیچن ایتزا
12. خانه لویس باراگان
13. خلیج کالیفرنیا
14. ذخیره‌گاه زیست‌کره پروانه شهریار
15. زاکاتکاس ٬زاکاتکاس
16. سان میگل د آلنده
17. شوچیکالکو
18. کامپچه، کامپچه
19. کرتارو سیتی
20. گوآناخوآتو سیتی
21. مکزیکو سیتی
22. مورلیا، میچوآکان